# Colibrí ermità bec d'agulla
El colibrí ermità bec d'agulla (Phaethornis philippii) és una espècie d'ocell de la família dels troquílids (Trochilidae) que habita el sotabosc a les terres baixes de l'est del Perú, nord de Bolívia i Brasil amazònic.